# プレブル (ミサイル駆逐艦・初代)
|          | |
| 艦歴     | |
| 発注     | 1956年10月26日 |
| 起工     | 1957年12月16日 |
| 進水     | 1959年5月23日 |
| 就役     | 1960年5月9日 |
| 退役     | 1991年11月15日 |
| その後   | スクラップとして廃棄 |
| 除籍     | 1992年11月20日 |
| 性能諸元 | |
| 排水量   | 5,800トン |
| 全長     | 512.5 ft (156.2 m) |
| 全幅     | 52 ft (15.8 m) |
| 吃水     | 25 ft (7.6 m) |
| 機関     | ギアード・タービン2基、ボイラー4缶、85,000 SHP、2軸推進 |
| 最大速力 | 36.5ノット |
| 乗員     | 士官21名、兵員356名 |
| 兵装     | Mk.42 5インチ単装砲 1基 Mk.33 3インチ連装砲 2基（改装後撤去） Mk.10 テリアSAM連装発射機 1基(改装後スタンダードER) Mk.16 アスロック8連装発射機 1基 Mk.32 3連装短魚雷発射管 2基 Mk.141 ハープーンSSM4連装発射筒 2基（改装後搭載） |
| モットー | |

プレブル(USS Preble, DLG-15/DDG-46)は、アメリカ海軍の駆逐艦。ファラガット級駆逐艦の10番艦。艦名はエドワード・プレブル代将にちなむ。その名を持つ艦としては5隻目。

## 艦歴
プレブルは1957年12月16日に、DLG-15 （嚮導ミサイルフリゲート）としてメイン州バスのバス鉄工所で起工する。1959年5月23日にラルフ・E・ウィルソン夫人によって進水し、1960年5月9日にボストン海軍造船所で艦長エドワード・G・フィッツ＝パトリック中佐の指揮下就役した。1975年6月30日に DDG-43（ミサイル駆逐艦）へ艦種変更される。
東海岸沖での整調後、プレブルはパナマ運河を通過し9月2日にサンディエゴに到着した。カリフォルニア州沿岸での訓練後、プレブルは1961年2月27日に6ヶ月間の第7艦隊のため極東へ向かう。任務完了後9月28日にサンディエゴに帰還、第1艦隊配備となる。その後東海岸に留まり1964年2月26日にカリフォルニアを離れ、3月13日から7月20日まで極東での任務に就く。
続く5年にわたってプレブルは西太平洋において定期的な任務に就き、特に第7艦隊と共にベトナムの沖合で活動した。これらの配備でプレブルは、トンキン湾で空母部隊のための航空警戒任務を担当し、救助探索任務、地上部隊への支援砲撃任務に従事した。
1968年7月に西太平洋から帰還したプレブルはカリフォルニア沿岸で活動し、12月にフィラデルフィア海軍造船所に向かう。1969年1月31日に予備役となりオーバーホールを受けた後、1970年5月23日に再就役し、太平洋艦隊に復帰した。
プレブルは1991年11月15日に退役し、1992年11月20日に除籍、スクラップとして廃棄された。